# Línea 8 (TUCARSA)
La línea 8 de la red de autobuses urbanos de Cartagena (TUCARSA), también denominada Icue Bus, es una línea circular que une el casco histórico con el resto de la ciudad en el sentido antihorario. El sentido contrario lo proporciona la línea 9 (Icue Bus 2).

## Características
Esta línea circular atraviesa el casco histórico de Cartagena, uniéndola con el resto de barrios céntricos rodeando la ciudad. Junto con la línea 9, fueron las primeras en ofrecer transbordo gratuito entre otras líneas.
La línea no mantiene los mismos horarios todo el año, desde el 1 al 31 de agosto se reducen el número de expediciones los días laborables entre semana (sábados laborables, domingos y festivos tienen los mismos horarios todo el año), además de los días excepcionales vísperas de festivo y festivos de Navidad en los que los horarios también cambian y se reducen.
Es operada por ALSA (TUCARSA).

## Horarios

### 1 septiembre - 31 julio
| Lunes a viernes laborables                                   |             |             |             |             |             |             |             |             |             |             |             |             |             |             |       |
| L8 Icue Bus: Plaza España > Plaza de las Puertas de San José |             |             |             |             |             |             |             |             |             |             |             |             |             |             |       |
| 07                                                           | 08          | 09          | 10          | 11          | 12          | 13          | 14          | 15          | 16          | 17          | 18          | 19          | 20          | 21          | 22    |
| 00 30 45                                                     | 00 15 30 45 | 00 15 30 45 | 00 15 30 45 | 00 15 30 45 | 00 15 30 45 | 00 15 30 45 | 00 15 30 45 | 00 15 30 45 | 00 15 30 45 | 00 15 30 45 | 00 15 30 45 | 00 15 30 45 | 00 15 30 45 | 00 15 30 45 | 00 30 |
| Sábados laborables                                           |             |             |             |             |             |             |             |             |             |             |             |             |             |             |       |
| L8 Icue Bus: Plaza España > Plaza de las Puertas de San José |             |             |             |             |             |             |             |             |             |             |             |             |             |             |       |
| 07                                                           | 08          | 09          | 10          | 11          | 12          | 13          | 14          | 15          | 16          | 17          | 18          | 19          | 20          | 21          | 22    |
| 00 30                                                        | 00 30       | 00 30       | 00 30       | 00 30       | 00 30       | 00 30       | 00 30       | 00 30       | 00 30       | 00 30       | 00 30       | 00 30       | 00 30       | 00 30       | 00    |
| Domingos y festivos                                          |             |             |             |             |             |             |             |             |             |             |             |             |             |             |       |
| L8 Icue Bus: Plaza España > Plaza de las Puertas de San José |             |             |             |             |             |             |             |             |             |             |             |             |             |             |       |
| 07                                                           | 08          | 09          | 10          | 11          | 12          | 13          | 14          | 15          | 16          | 17          | 18          | 19          | 20          | 21          | 22    |
|                                                              |             | 00 30       | 00 30       | 00 30       | 00 30       | 00 30       | 00 30       | 00 30       | 00 30       | 00 30       | 00 30       | 00 30       | 00 30       | 00          |       |

### 1 - 31 agosto
| Lunes a viernes laborables                                   |             |             |             |             |             |             |             |       |       |       |       |       |       |       |    |
| L8 Icue Bus: Plaza España > Plaza de las Puertas de San José |             |             |             |             |             |             |             |       |       |       |       |       |       |       |    |
| 07                                                           | 08          | 09          | 10          | 11          | 12          | 13          | 14          | 15    | 16    | 17    | 18    | 19    | 20    | 21    | 22 |
| 00 30 45                                                     | 00 15 30 45 | 00 15 30 45 | 00 15 30 45 | 00 15 30 45 | 00 15 30 45 | 00 15 30 45 | 00 15 30 45 | 00 30 | 00 30 | 00 30 | 00 30 | 00 30 | 00 30 | 00 30 | 00 |
| Sábados laborables                                           |             |             |             |             |             |             |             |       |       |       |       |       |       |       |    |
| L8 Icue Bus: Plaza España > Plaza de las Puertas de San José |             |             |             |             |             |             |             |       |       |       |       |       |       |       |    |
| 07                                                           | 08          | 09          | 10          | 11          | 12          | 13          | 14          | 15    | 16    | 17    | 18    | 19    | 20    | 21    | 22 |
| 00 30                                                        | 00 30       | 00 30       | 00 30       | 00 30       | 00 30       | 00 30       | 00 30       | 00 30 | 00 30 | 00 30 | 00 30 | 00 30 | 00 30 | 00 30 | 00 |
| Domingos y festivos                                          |             |             |             |             |             |             |             |       |       |       |       |       |       |       |    |
| L8 Icue Bus: Plaza España > Plaza de las Puertas de San José |             |             |             |             |             |             |             |       |       |       |       |       |       |       |    |
| 07                                                           | 08          | 09          | 10          | 11          | 12          | 13          | 14          | 15    | 16    | 17    | 18    | 19    | 20    | 21    | 22 |
|                                                              |             | 00 30       | 00 30       | 00 30       | 00 30       | 00 30       | 00 30       | 00 30 | 00 30 | 00 30 | 00 30 | 00 30 | 00 30 | 00    |    |

## Recorrido y paradas
| Parada                                              | Común con         | Conexiones |
| --------------------------------------------------- | ----------------- | ---------- |
| Alameda de San Antón (Par) - Plaza de España        | 5 6 7 12 14 30 41 |            |
| Alameda de San Antón - Reina Victoria               | 5 6 7 12 14       |            |
| Alameda de San Antón - Trafalgar                    | 5 6 7 12 14       |            |
| Trafalgar - Ramón y Cajal                           |                   |            |
| Trafalgar - Juan Fernández                          |                   |            |
| Wssell de Guimbarda - Asdrúbal                      |                   |            |
| Avenida Reina Victoria Eugenia                      |                   |            |
| Avda. de Murcia - C. C. Cénit                       |                   |            |
| Avda. de Murcia - Plaza del Pardo                   | 2                 |            |
| Cabrera - Parchís                                   |                   |            |
| Grecia - Sóller                                     |                   |            |
| Grecia - Carrefour                                  |                   |            |
| Avda. América - Plaza de Méjico                     |                   | Cartagena  |
| Plaza de las Puertas de San José - Capitanes Ripoll | 7 12              |            |
| Plaza de la Merced - Lago                           |                   |            |
| Gisbert - Escuelas Graduadas                        | 9                 |            |
| Gisbert - Ascensor Panorámico                       | 9                 |            |
| Gisbert - Alfonso XII                               | 9                 |            |
| Alfonso XII - Puerto                                | 7                 |            |
| Real - Plaza San Agustín                            |                   |            |
| Real - Plaza del Rey                                |                   |            |
| Real - Marcos Redondo                               |                   |            |
| Real - Casa del Niño                                | 4                 |            |
| Alameda de San Antón (Par) - Plaza de España        | 5 6 7 12 14 30 41 |            |